# خسوان (زاوية سيدي صالح)
خسوان هو دُوَّار يقع بجماعة تاكونيت، إقليم زاكورة، جهة درعة تافيلالت في المملكة المغربية. ينتمي الدوّار لمشيخة زاوية سيدي صالح التي تضم 3 دواوير. يقدر عدد سكانه بـ 456 نسمة حسب الإحصاء الرسمي للسكان والسكنى لسنة 2004.

## روابط خارجية
- البوابة الوطنية للجماعات الترابية نسخة محفوظة 12 مارس 2018 على موقع واي باك مشين.
- المندوبية السامية للتخطيط